# 聖観音

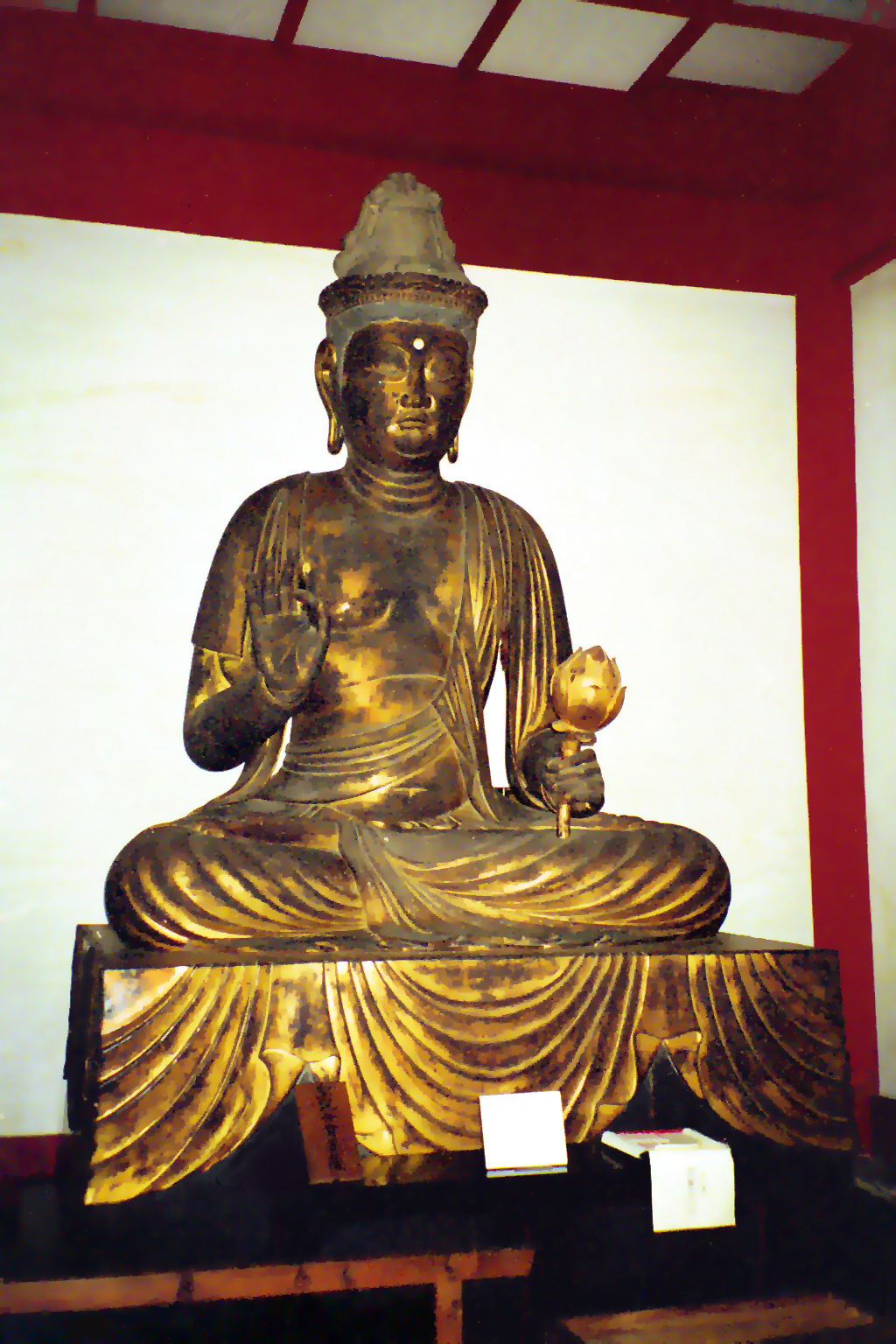
木造聖観音坐像（福岡・観世音寺）

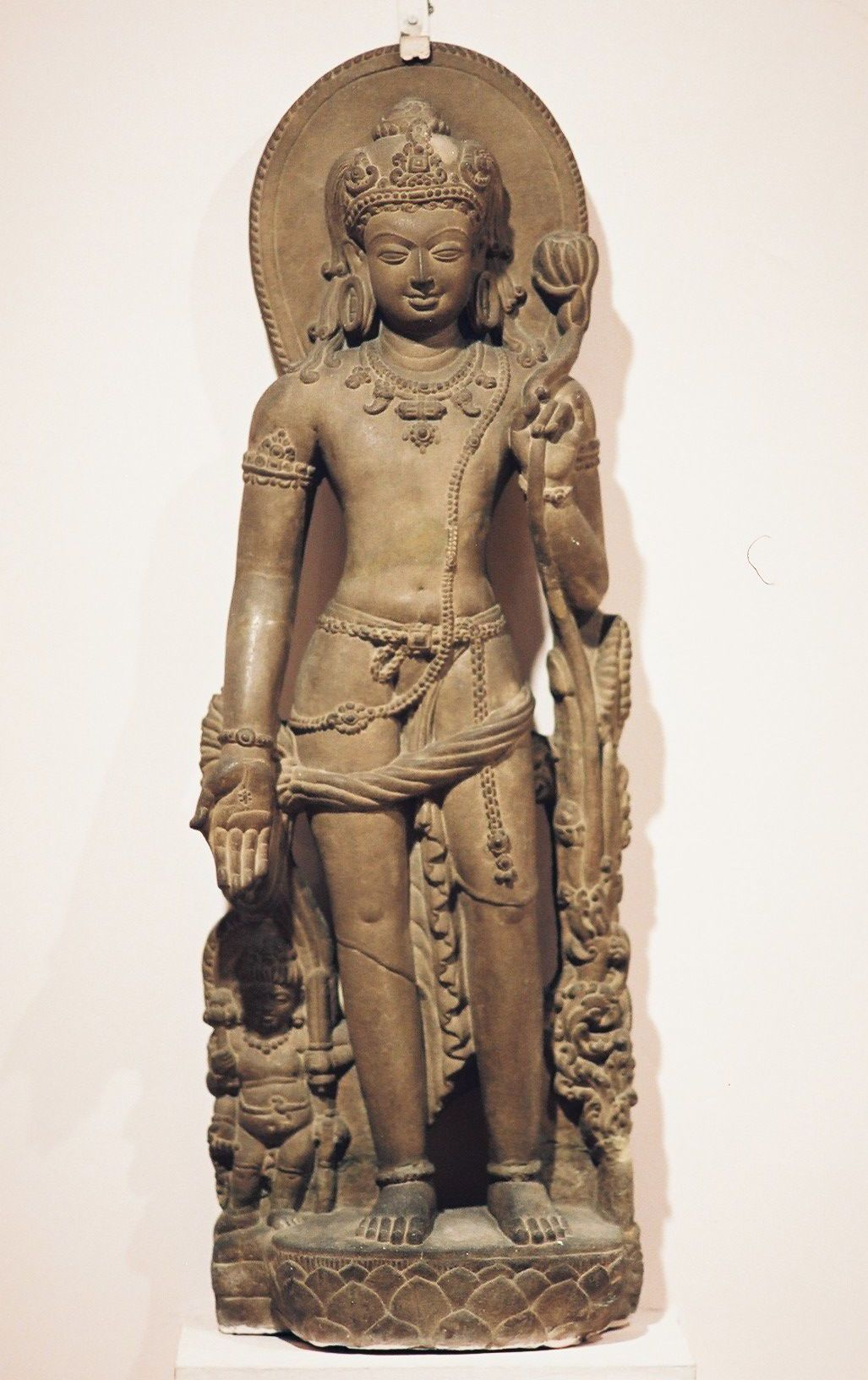
聖観音像（インド・9世紀）

聖観音（しょうかんのん）、梵名アーリヤ・アヴァローキテーシュヴァラ (梵: आर्यावलोकितेश्वर  [Āryāvalokiteśvara]) は、仏教における信仰対象である菩薩の一尊。

## 概要
正観音とも書き、六観音の一尊でもある。観音菩薩（観世音菩薩、観自在菩薩）像には、さまざまな形態のものがあるが、このうち、多面多臂などの超人間的な姿ではない、1面2臂の像を指して聖観音と称している。大慈の観音として、六観音の役割では地獄を化益するという。もともとは「正法明如来（しょうほうみょうにょらい）」という仏であったが、衆生の救済のため人間界に近い菩薩の身となった。
三昧耶形は初割蓮華（綻び始めたハスの花）。種子（種子字）はサ（स、sa）、キリーク（ह्रीः、hrīḥ、フリーヒ）など。
真言は「オン アロリキャ ソワカ」
縁日は毎月18日であるが、特に7月10日は四万六千日と言われる。

## 像容と持物
観音像には十一面観音、千手観音、如意輪観音など、多面多臂の変化（へんげ）観音と、こうした超人間的な姿ではない、1面2臂の観音像があり、後者を指して「聖観音」または「正観音（主に三寶院流）」と称する。密教では聖観音、十一面観音、千手観音、如意輪観音、馬頭観音、准胝観音（または准胝観音に代えて不空羂索観音）を「六観音」と称している。
聖観音の像容は、前述のように1面2臂の菩薩形で、持物（じもつ）は左手に蓮華を持つのが一般的だが、必ずしも一定していない。水瓶や蓮華を持物とするが、厳密には、左手に未開敷の蓮華を胸前に持ち、同じく胸前右手をたててその花びらを開こうとする胎蔵曼荼羅中台八葉院・蓮華部院の観音の姿が正統とされる。観音像の標識としてもっとも見分けやすいものは、頭上、頭髪部の正面に化仏（けぶつ）と称する阿弥陀如来の小像を置くことで、この点は千手観音など他の観音像にも共通した特色である。

## 呼称
1面2臂の観音像がすべて「聖観音」と呼称されているわけではない。阿弥陀三尊のうちの左脇侍像として安置される観音像については、単に「観音菩薩像」と言うのが普通で、「聖観音」と称するのは、独尊像として祀られる場合にほぼ限られている。
また、1面2臂の独尊像でも「聖観音」と呼ばれていない例が多々ある。たとえば、奈良・法隆寺には「百済観音」、「夢違観音（ゆめちがいかんのん）」、「救世観音（くせかんのん）」と通称される国宝の観音像3体があるが、これら3体とも国宝指定の際の正式名称は「観音菩薩立像」であり、正式名称としても通称としても「聖観音」とは言わない。
奈良時代を中心に盛んに造られた、いわゆる小金銅仏のなかには、頭上に阿弥陀化仏を有することから、明かに観音像であるとわかるものが多いが、これらについても通常「聖観音」とは言わず、単に「観音（菩薩）像」と言っている。
「聖観音」と一般に呼ばれ、寺院側でもそのように称している像のうち、著名なものとしては、奈良・薬師寺東院堂の本尊像（奈良時代、国宝）、奈良・不退寺本尊像（重文）、京都・鞍馬寺像（重文）などが挙げられる。

## 観音句
お経の一つである。